# Alice Masaryk
Alice Masaryk o Alice Garrigue Masaryk (Viena, 3 de mayo de 1879 – Chicago, 29 de noviembre de 1966) fue una profesora, socióloga y política checa nacida en Austria-Hungría y exiliada en Estados Unidos, donde ya trabajaba intermitentemente desde 1917 en la Universidad de Chicago, tras la ocupación alemana de Checoslovaquia primero y nuevamente tras el Golpe de Praga que instaló a los comunistas al frente de Checoslovaquia.
Fundó la Cruz Roja Checoslovaca y fue la primera mujer en obtener un doctorado en ciencias históricas. 

## Biografía
Alice Garrigue Masaryk nació el 3 de mayo de 1879 en Viena, entonces capital del Archiducado de Baja Austria y de la parte austriaca del Imperio austrohúngaro. Fue hija del político y filósofo checo Tomás Masaryk (que había modificado su nombre para añadir el apellido de su esposa, Tomás Garrigue Masaryk) y su esposa estadounidense, Charlotte Garrigue (quien también modificó su nombre para añadir el apellido de su esposo, Charlotte Garrigue Masaryk).
Durante la Primera Guerra Mundial, su padre, parlamentario en el Reichsrat austríaco, tuvo que huir de Viena, donde ella se quedó y ocultó parte de sus documentos para la independencia checoslovaca. Fue arrestada y acusada de traición. Después de la guerra fue puesta en libertad gracias a la presión internacional.
Tras la fundación de Checoslovaquia en 1918 ejerció el papel de diputada de la nueva república por un breve periodo al tiempo que su padre fue el primer presidente. Después del fallecimiento de su madre Charlotte, asumió las obligaciones de primera dama.
Tras la ocupación alemana de Checoslovaquia, la Universidad de Chicago de Estados Unidos, donde Alice había estado investigando de manera interrumpida desde la finalización de sus estudios en 1903, invitó a Alice a ser residente en la misma para que pudiese escapar del país, aunque durante los primeros años ella aún intentaría vivir en el Protectorado de Bohemia y Moravia.
Tras el fin de la Segunda Guerra Mundial, Alice Garrigue Masaryk pudo volver a Checoslovaquia, pero poco después, tras el Golpe de Praga que acabó en la creación de la República Socialista Checoslovaca y durante el cual su hermano Jan Masaryk, ministro de exteriores, cayó desde una ventana, volvió a emigrar a Chicago, donde residió el resto de su vida y vivió entre emigrantes checos.
En 1954 se le concedió una autorización de residencia permanente en Estados Unidos. Falleció en Chicago en 1966. Sus restos mortales fueron trasladados en 1994, en la ya República Checa, al mausoleo familiar en Lány.